# Leucas stachydiformis
Leucas stachydiformis là một loài thực vật có hoa trong họ Hoa môi. Loài này được (Benth.) Hochst. ex Briq. mô tả khoa học đầu tiên năm 1894.